# カービィのブロックボール
『カービィのブロックボール』は、1995年12月14日に日本の任天堂から発売されたゲームボーイ用ブロックくずしゲーム。「星のカービィシリーズ」に登場するカービィを題材としたボールアクションゲームの第3作目。
カービィがボールとなり、パッドではじいてステージに配置されたブロックや敵を破壊したり、画面上を動き回る敵にカービィを当てて倒す内容で、後に他機種版も発売された。

## システム
基本スタイルは通常のブロック崩しに倣われているが、ボールを下に落とすとミスとなる通常のブロック崩しとは異なり、ガーターと呼ばれるトゲに触れるとミスとなる。通常は下部にしかないガーターだが、ステージによっては下だけでなくに上や左右にもガーターがあり、それに対応して上下左右にあるパッドを駆使し、ボール（カービィ）を操らなければならない。
ゲーム中、「パワーアクション」となりパッドを変形させることができる。ボールがパッドに当たる直前にタイミングよくボタンを押すと、一定時間ボールから通常のカービィの姿に変化する。この状態だと、複数回ボールを当てなければ壊せないグレーブロックを1回当てるだけで破壊したり、通常の状態では壊せないパワーブロックを破壊することができる。また、カービィ状態の時はガーターに触れてもミスにはならない。
ステージ中には様々な敵が登場するが、触れてミスになるわけではなく、ボールを当てれば倒すことが出来る。特定の敵を倒すとコピー能力が使用可能になる。
また、画面内にはアイテムも設置されており、これらによりスコアが増えたり、ボールが増えたりする。さらに4つのミニゲームも存在する。
本作はステージのマップを選択して攻略する形式。各ステージは「ブロックエリア」「ターゲットキャラエリア」「ボスエリア」の3つのエリアとエリアごとに5ラウンドで構成。ボスエリアにはボスが待ち構えており、こちらは敵キャラを倒す必要がある。なお、ボスエリアではスターブロックの取得分だけガーターでのミスを防ぐ。
ステージ1から10まではそれぞれスコアの「ボーダーライン」が設定されており、ボーダーラインを越えてクリアするとマップ上に旗付きのマークが立つ。最終ボスであるデデデ大王の待つステージ11には全てのマップでボーダーラインクリアを成立させなければ挑むことはできない（真のエンディングが見られない）。

## 他機種版
| No. | タイトル                 | 発売日                                    | 対応機種        | 開発元 | 発売元 | メディア                                      | 型式 | 備考 | 出典        |
| --- | ------------------------ | ----------------------------------------- | --------------- | ------ | ------ | --------------------------------------------- | ---- | ---- | ----------- |
| 1   | カービィのブロックボール | 2000年3月1日                              | ゲームボーイ    | トーセ | 任天堂 | フラッシュロムカセット （ニンテンドウパワー） | -    |      |             |
| 2   | カービィのブロックボール | 2011年10月26日 2012年2月9日 2012年5月17日 | ニンテンドー3DS | トーセ | 任天堂 | ダウンロード （バーチャルコンソール）         | -    |      | [ 2 ] [ 3 ] |

## スタッフ
- ディレクター：後野尋宗
- CGデザイナー：城山功、湖東夕
- アニメーション：三浦一弥、大久保良子、久保田早苗
- マップ・デザイナー：久保比路良、滝川一郎
- プログラマー：山崎武士、広尾敏文、夜野幸、下河康、朱立
- 音楽：大山助三、高木了恵
- マネージメント：角田敦
- スーパーバイザー：田邊賢輔、藤井英樹
- スペシャル・サンクス：昌草正雄、山上仁志、岡本健児、馬章武治、福島仁
- プロデューサー：横井軍平、宮本茂
- エグゼクティブ・プロデューサー：山内溥

## 評価
- ゲーム誌『ファミコン通信』の「クロスレビュー」では6・6・6・7の合計25点（満40点）[6]、『ファミリーコンピュータMagazine』の読者投票による「ゲーム通信簿」での評価は以下の通り、21.4点（満30点）となっている[7]。

| 項目 | キャラクタ | 音楽 | お買得度 | 操作性 | 熱中度 | オリジナリティ | 総合 |
| 得点 | 3.8        | 3.3  | 3.3      | 3.7    | 4.1    | 3.3            | 21.4 |

- ゲーム本『ゲームボーイパーフェクトカタログ』では、4種類あるコピー能力を活用したカービィらしいアクションやボーナスゲームが複数収録されている点や、それに付随してハイテンポなBGMがある事で「高クオリティにまとまった1作」と肯定的に評価した[10]。